# حسن داوود

تعديل مصدري - تعديل

حسن داوود هي إحدى قرى عزلة جعار بمديرية خنفر التابعة لمحافظة أبين، بلغ تعداد سكانها 43 نسمة حسب تعداد اليمن لعام 2004.